# Storm Roux
Storm James Roux (Kaapstad, 13 januari 1993) is een in Zuid-Afrika geboren Nieuw-Zeelands voetballer die bij voorkeur als verdediger speelt. Sinds 2013 speelt hij voor Central Coast Mariners. Eerder stond hij onder contract bij Perth Glory.

## Clubcarrière
Roux maakte op 26 januari 2013 zijn debuut voor Perth Glory in het betaald voetbal door 24 minuten voor tijd in te vallen voor Michael Thwaite in de verloren wedstrijd tegen Brisbane Roar. In de zomer van 2013 werd hij voor omgerekend 50.000 euro verkocht aan Central Coast Mariners.

## Interlandcarrière
Roux is Nieuw-Zeelands international en won met Nieuw-Zeeland onder 20 goud op het Oceanisch kampioenschap voetbal onder 20 in 2013. Roux nam in juni 2017 met Nieuw-Zeeland deel aan de FIFA Confederations Cup in Rusland, waar in de groepsfase driemaal werd verloren.
| Interlands van Storm Roux voor Nieuw-Zeeland –20 | Interlands van Storm Roux voor Nieuw-Zeeland –20 | Interlands van Storm Roux voor Nieuw-Zeeland –20 | Interlands van Storm Roux voor Nieuw-Zeeland –20 | Interlands van Storm Roux voor Nieuw-Zeeland –20 | Interlands van Storm Roux voor Nieuw-Zeeland –20 |
| No.                                              | Datum                                            | Wedstrijd                                        | Uitslag                                          | Competitie                                       | Goals                                            |
| Als speler bij Perth Glory                       | Als speler bij Perth Glory                       | Als speler bij Perth Glory                       | Als speler bij Perth Glory                       | Als speler bij Perth Glory                       | Als speler bij Perth Glory                       |
| ------------------------------------------------ | ------------------------------------------------ | ------------------------------------------------ | ------------------------------------------------ | ------------------------------------------------ | ------------------------------------------------ |
| 1.                                               | 21 maart 2013                                    | Papoea-Nieuw-Guinea – Nieuw-Zeeland              | 0 – 5                                            | OFC -20 – 2013                                   | 0                                                |
| 2.                                               | 23 maart 2013                                    | Vanuatu – Nieuw-Zeeland                          | 0 – 1                                            | OFC -20 – 2013                                   | 0                                                |
| 3.                                               | 25 maart 2013                                    | Nieuw-Zeeland – Nieuw-Caledonië                  | 3 – 2                                            | OFC -20 – 2013                                   | 0                                                |
| 4.                                               | 27 maart 2013                                    | Nieuw-Zeeland – Fiji                             | 4 – 0                                            | OFC -20 – 2013                                   | 0                                                |
| 5.                                               | 10 juni 2013                                     | Australië – Nieuw-Zeeland                        | 5 – 0                                            | Vriendschappelijk                                | 0                                                |
| 6.                                               | 23 juni 2013                                     | Nieuw-Zeeland – Oezbekistan                      | 0 – 3                                            | WK -20 – 2013                                    | 0                                                |
| 7.                                               | 26 juni 2013                                     | Nieuw-Zeeland – Uruguay                          | 0 – 2                                            | WK -20 – 2013                                    | 0                                                |
| 8.                                               | 29 juni 2013                                     | Kroatië – Nieuw-Zeeland                          | 2 – 1                                            | WK -20 – 2013                                    | 0                                                |

| Interlands van Storm Roux voor Nieuw-Zeeland | Interlands van Storm Roux voor Nieuw-Zeeland | Interlands van Storm Roux voor Nieuw-Zeeland | Interlands van Storm Roux voor Nieuw-Zeeland | Interlands van Storm Roux voor Nieuw-Zeeland | Interlands van Storm Roux voor Nieuw-Zeeland |
| No.                                          | Datum                                        | Wedstrijd                                    | Uitslag                                      | Competitie                                   | Goals                                        |
| Als speler bij Central Coast Mariners        | Als speler bij Central Coast Mariners        | Als speler bij Central Coast Mariners        | Als speler bij Central Coast Mariners        | Als speler bij Central Coast Mariners        | Als speler bij Central Coast Mariners        |
| -------------------------------------------- | -------------------------------------------- | -------------------------------------------- | -------------------------------------------- | -------------------------------------------- | -------------------------------------------- |
| 1.                                           | 20 november 2013                             | Nieuw-Zeeland – Mexico                       | 2 – 4                                        | WK 2014 (kwalificatie)                       | 0                                            |
| 2.                                           | 5 maart 2014                                 | Japan – Nieuw-Zeeland                        | 4 – 2                                        | Vriendschappelijk                            | 0                                            |
| 3.                                           | 30 mei 2014                                  | Nieuw-Zeeland – Zuid-Afrika                  | 0 – 0                                        | Vriendschappelijk                            | 0                                            |
| 4.                                           | 8 september 2014                             | Oezbekistan – Nieuw-Zeeland                  | 3 – 1                                        | Vriendschappelijk                            | 0                                            |
| 5.                                           | 14 november 2014                             | China – Nieuw-Zeeland                        | 1 – 1                                        | Vriendschappelijk                            | 0                                            |
| 6.                                           | 18 november 2014                             | Thailand – Nieuw-Zeeland                     | 2 – 0                                        | Vriendschappelijk                            | 0                                            |
| 7.                                           | 31 maart 2014                                | Zuid-Korea – Nieuw-Zeeland                   | 1 – 0                                        | Vriendschappelijk                            | 0                                            |

## Statistieken
| Seizoen         | Club                   |                    | Competitie      | Competitie | Competitie | Beker | Beker | Internationaal | Internationaal | Totaal | Totaal |
| Seizoen         | Club                   | Wed.               | Competitie      | Dlp.       | Wed.       | Dlp.  | Wed.  | Dlp.           | Wed.           | Dlp.   |        |
| --------------- | ---------------------- | ------------------ | --------------- | ---------- | ---------- | ----- | ----- | -------------- | -------------- | ------ | ------ |
| 2012/13         | Perth Glory            | Vlag van Australië | A-League        | 1          | 0          | 0     | 0     | 0              | 0              | 1      | 0      |
| Club totaal     | Club totaal            | Club totaal        | Club totaal     | 1          | 0          | 0     | 0     | 0              | 0              | 1      | 0      |
| 2013/14         | Central Coast Mariners | Vlag van Australië | A-League        | 25         | 1          | 0     | 0     | 6              | 0              | 31     | 1      |
| 2014/15         | Central Coast Mariners | Vlag van Australië | A-League        | 17         | 0          | 0     | 0     | 1              | 0              | 18     | 0      |
| 2015/16         | Central Coast Mariners | Vlag van Australië | A-League        | 20         | 1          | 0     | 0     | 0              | 0              | 20     | 1      |
| 2016/17         | Central Coast Mariners | Vlag van Australië | A-League        | 24         | 0          | 0     | 0     | 0              | 0              | 24     | 0      |
| Club totaal     | Club totaal            | Club totaal        | Club totaal     | 86         | 2          | 0     | 0     | 7              | 0              | 93     | 2      |
| Carrière totaal | Carrière totaal        | Carrière totaal    | Carrière totaal | 87         | 2          | 0     | 0     | 7              | 0              | 94     | 2      |

Bijgewerkt tot en met het seizoen 2016/17